# Йота (хокейний клуб)
«Йота» (швед. IK Göta) — хокейний клуб з м. Стокгольм, Швеція.

## Досягнення
Чемпіон Швеції з хокею з шайбою (9) — 1922, 1923, 1924, 1927, 1928, 1929, 1930, 1940, 1948.
Чемпіон Швеції з хокею з м'ячем (4) — 1925, 1927, 1928, 1929.
Чемпіон Швеції з хокею з м'ячем серед жінок (8) — 1973, 1976, 1977, 1978, 1979, 1980, 1981 і 1983.

## Історія
Клуб заснований в 1900 році і має секції з хокею із шайбою, хокей з м'ячем, флорболу, гандболу і легкої атлетики. Клуб виховав велику кількість майстрів з індивідуалних видів спорту, а також командних. Хокейна команда дев'ять разів ставала чемпіоном Швеції.

### Хокей із шайбою
Клуб був одним з засновників шведського хокею, а також виграв перший національний фінал в матчі з «Гаммарбю» 6:0. Команда зіграла 34 сезони у вищому дивізіоні Швеції Елітсерії і завоював його дев'ять чемпіонських титулів, останній з яких був виграний в 1948 році.
IK «Йота» об'єднався в сезоні 2007/2008 разом з Транебергс ІФ і сформували «Йота Транебергс НС». Об'єднаний хокейний клуб з сезону 2010/2011 виступає в 3-му дивізіоні, є одним з найбільших клубів в Стокгольмі з підготовки молодих гравців.

### Хокей з м'ячем
Чоловіча команда виграла в 1925, 1927, 1928 і 1929 національні чемпіонати Швеції.
У 1929 році створена жіноча команда з хокею з м'ячем, в 1973, 1976, 1977, 1978, 1979, 1980, 1981 і 1983 роках вони ставали чемпіонками Швеції. Пізніше відбулось злиття з жіночої командою клубу «Гаммарбю», у 2004 році команда була розформована..